# Mestocharella camerounensis
Mestocharella camerounensis är en stekelart som beskrevs av Jean Risbec 1955. Mestocharella camerounensis ingår i släktet Mestocharella och familjen finglanssteklar.
Artens utbredningsområde är Kamerun. Inga underarter finns listade i Catalogue of Life.